# Sandie Shaw
Pour les articles homonymes, voir Shaw.
Sandie Shaw est une chanteuse et actrice britannique, née le 26 février 1947 à Dagenham (Grand Londres). C'est l'une des chanteuses les plus connues des années 1960.

## Biographie
À la fin de ses études, Sandie Shaw travaille comme dactylo au service comptabilité de l'usine automobile Ford Anglia de Dagenham et arrondit ses fins de mois comme modèle publicitaire. Elle remporte le second prix d'un concours local de chanteurs amateurs et attire l'attention d'un "Talent Scout" (chasseur de talents) local.
Découverte par Adam Faith, Sandie Shaw est présentée au manager Eve Taylor. Son deuxième single, (There's) Always Something There to Remind Me, reprise d’une chanson de Lou Johnson écrite par Burt Bacharach et Hal David, sera son premier tube en 1964. Beaucoup d’autres succès, composés par Chris Andrews suivront, tels que Girl don’t come, I’ll stop at nothing.
L’artiste enregistre aussi ses titres en italien, français et allemand. Elle connaît beaucoup de succès en Europe continentale, en Amérique du sud et se produit en Europe de l’Est et en Iran avant la révolution. Des problèmes de permis de travail l’empêchent de percer aux États-Unis. Une de ses marques de fabrique est de se produire pieds nus, ce qui, dit-elle, lui permet d’être plus à l’aise et de mieux ressentir l’atmosphère d’une chanson. Les titres sont produits par Eve Taylor, Chris Andrews mais aussi par l’artiste elle-même qui n’est pas mentionnée. L’arrangeur s’appelle Ken Woodman.
En 1967, les ventes de disques de l’artiste sont en baisse et le "manager" décide de lui faire enregistrer des chansons dans un style cabaret contre son souhait. Elle représente alors le Royaume-Uni avec Puppet on a String, une composition de Bill Martin et Phil Coulter. Elle déclare détester la chanson qui, pourtant, remporte le Concours Eurovision de la chanson et devient un succès mondial. Sandie Shaw se marie avec Jeff Banks en 1971 et ils ont une fille, Gracie, qui naît en 1971.
Son dernier titre classé dans les dix premières places du hit parade britannique s'intitule Monsieur Dupont et sort en 1969. La même année, la chanteuse produit elle-même son album Reviewing the situation. Il contient des reprises d’artistes comme Bob Dylan, The Rolling Stones et Led Zeppelin tandis que son entourage lui fait enregistrer des 45 T pop.
En 1972, le succès s'amenuisant, elle cesse d’enregistrer et se lance dans d’autres projets. Elle écrit une comédie musicale rock, compose, travaille comme actrice, écrit et peint des livres pour enfants. Elle se tourne vers le bouddhisme. L’artiste entame alors une période de vaches maigres après avoir divorcé de Jeff Banks et accepte même un travail comme serveuse.
Elle épouse Nik Powell en 1982. Il est le cofondateur du groupe Virgin et le président de l’European Film Academy. Sandie Shaw enregistre à nouveau et Chrissie Hynde l’invite à se produire sur scène avec son groupe The Pretenders. L’année suivante elle reçoit une lettre du chanteur Morrissey et du guitariste Johnny Marr du groupe The Smiths et ils la persuadent d’enregistrer une reprise de leur chanson Hand in Glove qui se vend à 20 000 exemplaires (pendant les trois premiers jours) et se glisse dans les trente premières places du hit parade en Grande-Bretagne.
Elle sort finalement un album Hello Angel en 1988, en collaboration avec Stephen Street, Kevin Armstrong, Jim et William Reid de Jesus and Mary Chain et Chris Andrews. Trois ans plus tard son autobiographie The World at my feet est publiée. Elle étudie à Oxford et devient psychothérapeute en 1994.
En 2002, elle gagne une bataille juridique pour récupérer son catalogue d’artiste et sort The Very Best of Sandie Shaw en 2005. Elle revient également sur ses déclarations négatives au sujet de l’Eurovision et admet être fière de sa victoire de 1967.

## Discographie
- Sandie (1965)
- Me (1965)
- The Golden Hits Of Sandie Shaw (1966)
- Puppet on a String (1967)
- Love Me, Please Love Me (1967)
- The Sandie Shaw Supplement (1968)
- Reviewing The Situation (1969)
- Choose Life (1983)
- Hello Angel (1988)
- Nothing Less Than Brilliant (1994)
- Pourvu Que Ça Dure – Chante En Français (2003)
- La Cantante Scalza - Canta In Italiano (2003)
- Wiedehopf Im Mai - Sandie Shaw Singt Auf Deutsch (2004)
- Marionetas En La Cuerda - Sandie Shaw Canta En Espanol (2004)
- Reviewing The Situation (2004)
- Hello Angel (2004)
- Nothing Comes Easy (4CD box set) (2004)
- The Very Best Of Sandie Shaw (2005)
- Sandie / Me (2005)
- Puppet on a String (2005)
- Love Me, Please Love Me/The Sandie Shaw Supplement (re-issues with bonus material) (2005)

## Singles
- As Long As You're Happy Baby / Ya-Ya-Da-Da (1964)
- (There's) Always Something There To Remind Me / Don't You Know (n° 1, 1964)

Chanson reprise en français par Eddy Mitchell : Toujours un coin qui me rappelle
- I'd Be Far Better Off Without You / Girl Don't Come (n° 3, 1964)
- I'll Stop At Nothing / You Can't Blame Him (n° 4, 1965)
- Long Live Love / I've Heard About Him (n° 1, 1965)
- Message Understood / Don't You Count On It (n° 6, 1965)
- How Can You Tell / If Ever You Need Me (n° 21, 1965)
- Tomorrow / Hurting You (n° 9, 1966)
- Nothing Comes Easy / Stop Before You Start (n° 14, 1966)
- Run / Long Walk Home (n° 32, 1966)
- Think Sometimes About Me / Hide All Emotion (n° 32, 1966)
- I Don't Need Anything / Keep In Touch (n° 50, 1967)
- Puppet on a String / Tell The Boys (n° 1, 1967)
- Tonight In Tokyo / You've Been Seeing Her Again (n° 21, 1967)
- You've Not Changed / Don't Make Me Cry (n° 18, 1967)
- Today / London (n° 27, 1968)
- Don't Run Away / Stop (1968)
- Show Me / One More Lie (1968)
- Together / Turn On The Sunshine (1968)
- Those Were the Days / Make It Go (1968)
- Monsieur Dupont / Voice In The Crowd (n° 6, 1969)
- Think It All Over / Send Me A Letter (No. 42, 1969)
- Heaven Knows I'm Missing Him Now /So Many Things To Do (1969)
- By Tomorrow / Maple Village (1970)
- Wight Is Wight / That's The Way He's Made (1970)
- Rose Garden / Maybe I'm Amazed (1971)
- Show Your Face / Dear Madame (1971)
- Where Did They Go? / Look At Me (1972)
- Father And Son / Pity The Ship Is Sinking (1972)
- One More Night / Still So Young (1977)
- Just A Disillusion / Your Mama Wouldn't Like It (1977)
- Anyone Who Had a Heart / Anyone Who Had a Heart (Instrumental) (1982)
- Wish I Was / Life Is Like A Star (1983)
- Hand In Glove / I Don't Owe You Anything (n° 27, 1984)
- Are You Ready to Be Heartbroken / Steven (You Don't Eat Meat) (n° 68, 1986)
- Frederick / Go Johnny Go! (1986)
- Please Help The Cause Against Loneliness / Lover Of The Century (1988)
- Nothing Less Than Brilliant / I Love Peace (1988)
- Nothing Less Than Brilliant / (There's) Always Something There To Remind Me (n° 66, 1994)

## Filmographie
- 1968 : Thank You Lucky Stars (série télévisée)
- 1968 : The Sandie Shaw Supplement (série télévisée)
- 1972 : Versuchung im Sommerwind
- 1986 : Absolute Beginners : la mère du Baby Boom
- 1987 : Eat the Rich : la petite amie d'Edgeley

## Distinctions
Elle a gagné le Concours Eurovision de la chanson 1967 pour la Grande-Bretagne avec Puppet on a String